# Apoleptomastix rufipleuris
Apoleptomastix rufipleuris är en stekelart som beskrevs av Geoffrey John Kerrich 1982.
Apoleptomastix rufipleuris ingår i släktet Apoleptomastix och familjen sköldlussteklar. Inga underarter finns listade i Catalogue of Life.